# Гільєрме Шимідт
Гільєрме Шимідт (порт. Guilherme Schimidt; 6 листопада 2000, Бразиліа, Бразилія) — бразильський дзюдоїст, бронзовий призер Олімпійських ігор 2024 року.

## Виступи на Олімпіадах
| Олімпіада  | Дисципліна      | Місце |
| ---------- | --------------- | ----- |
| Париж 2024 | до 81 кг        | 9     |
| Париж 2024 | змішана команда | 3     |